# Omar Aburouss
Omar Aburouss (* 3. März 2002 in Amman) ist ein jordanischer Leichtathlet, der sich auf den Sprint spezialisiert hat.

## Sportliche Laufbahn
Erste Erfahrungen bei internationalen Meisterschaften sammelte Omar Aburouss im Jahr 2019, als er bei den Jugendasienmeisterschaften in Hongkong mit 11,21 s in der ersten Runde im 100-Meter-Lauf ausschied und über 200 Meter disqualifiziert wurde. Seit 2020 studiert er an der Brigham Young University in den Vereinigten Staaten und 2022 startete er dank einer Wildcard über 100 Meter bei den Weltmeisterschaften in Eugene, bei denen er mit 11,24 s nicht über die Vorausscheidungsrunde hinauskam.

## Persönliche Bestleistungen
- 100 Meter: 11,03 s (+0,6 m/s), 10. April 2021 in Logan
  - 60 Meter (Halle): 6,95 s, 10. Dezember 2021 in Provo (jordanischer U20-Rekord)
  - 200 Meter (Halle): 22,79 s, 5. Februar 2022 in New York City (jordanischer Rekord)